# بایرون مورنو

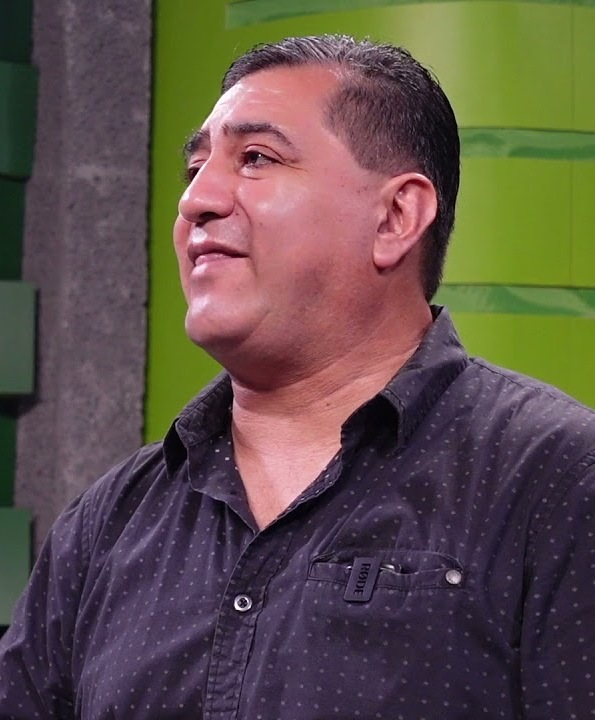
عکسی از بایرون مورنو در حال حاضر

بایرون آلدمار مورنو روالس (اسپانیایی: Byron Aldemar Moreno Ruales‎؛ زاده ۲۳ نوامبر ۱۹۶۹)، داور حرفه ای سابق فوتبال اهل کشور اکوادور است. از وی به عنوان یکی از بدترین داوران تاریخ جام جهانی یاد می‌شود. همچنین او رسوایی ای در رابطه با قاچاق مواد مخدر به بار آورد.

## حرفه داوری
در طول جام جهانی ۲۰۰۲ مورنو داوری مرحله یک‌هشتم نهایی بین ایتالیا و کره جنوبی میزبان مشترک مسابقات در ۱۸ ژوئن بود. پس از حذف ایتالیا از مسابقات پس از باخت ۲–۱ در وقت اضافه، عملکرد مورنو به دلیل تصمیمات متعدد مورد انتقاد قرار گرفت: او در نیمه نخست یک پنالتی جنجالی به سود کره جنوبی گرفت (که توسط جانلوئیجی بوفون دروازه‌بان ایتالیا مهار شد)، و بعداً آنچه که گل طلایی دامیانو توماسی برای آفساید محسوب می‌شود، و همچنین نشان دادن کارت زرد دوم به فرانچسکو توتی.
در سپتامبر ۲۰۰۲، مورنو در حالی که کاندیدای انتخابات اکتبر برای حضور در شورای شهر کیتو بود، به مدت بیست مسابقه محروم شد و توسط مقامات فوتبال اکوادور مورد تحقیق قرار گرفت. این امر پس از آن رخ داد که وی در مسابقه ای که بین ال‌دی‌یو کیتو و باشگاه ورزشی بارسلونا قضاوت کرده بود، اشتباهات وقت را مرتکب شد. فیفا همچنین از او به دلیل جنجال‌های «... در ژاپن، ایتالیا و آمریکای جنوبی طی چند ماه گذشته» تحقیق کرد.

## مشکل حقوقی
مورنو در حالی که قصد خروج شش کیلوگرم (بیش از سیزده پوند) هروئین را که در لباس زیرش پنهان شده بود، در ۲۱ سپتامبر ۲۰۱۰ در فرودگاه بین‌المللی جان اف کندی در شهر نیویورک را داشت دستگیر شد. در ژانویه ۲۰۱۱، وی در دادگاه نیویورک، به ۱۰ سال زندان محکوم شد. در ۲۳ سپتامبر ۲۰۱۱، مورنو به اتهام قاچاق هروئین به دو سال و نیم زندان محکوم شد. وی ۲۶ ماه بعد از زندان آزاد شد و به اکوادور بازگشت.

## ییوند به بیرون
- مشخصات جام جهانی ۲۰۰۲ (بایگانی)